# Rubus newbridgensis
Rubus newbridgensis är en rosväxtart som beskrevs av William Paul Crillon Barton och Riddelsdell. Rubus newbridgensis ingår i släktet rubusar, och familjen rosväxter. Inga underarter finns listade i Catalogue of Life.